# Progress MS-09
Progres MS-09 (rusă Прогресс МC-09), identificată de NASA drept Progress 70 sau 70P, este o navă spațială utilizată de Agenția Federală Spațială Rusă pentru a reaproviziona Stația Spațială Internațională.

## Lansare
Progress MS-09 a fost lansat la 9 iulie 2018 de la Cosmodromul Baikonur din Kazahstan, la bordul unei rachete Soyuz-2.1a. NASA a confirmat pe 28 iunie că, dacă Progress MS-09 va fi lansată pe 9 iulie, va încerca o întâlnire super-rapidă cu stația, și va avea loc la doar 3 ore (2 orbite) după lansare - făcând cel mai rapidă rendezvous orbital - încercat cu SSI. 

## Andocare
Progress MS-09 a andocat în mod normal cu portul de andocare de la modulul Pirs la 10 iulie 2018 la 01:31 UTC. 

## Încărcătură
Progress MS-09 a transportat circa 2450 kg de mărfuri și bunuri către Stația Spațială Internațională. Nava spațială a livrat alimente, combustibil și provizii, inclusiv 705 kg de combustibil propulsor, 50 kg de oxigen și aer și 420 kg de apă. 